# Setodes abbreviatus
Setodes abbreviatus is een fossiele soort schietmot uit de familie Leptoceridae.